# Ivan Jensen
Pour les articles homonymes, voir Jensen.
Ivan Jensen, de son nom complet Tage Ivan Jensen, né le 10 novembre 1922 à Copenhague et mort le 26 janvier 2009, est un footballeur international danois. Il évoluait au poste de défenseur.

## Biographie

### En club
Ivan Jensen commence sa carrière avec le KFUMs Boldklub (en) en 1939.
Il devient joueur de l'Akademisk Boldklub Copenhague en 1943,.
Avec ce club, il est doublement sacré Champion du Danemark lors des saisons 1944-45 et 1946-47.
En 1949, Jensen part en Italie représenter le Bologna FC.
Il dispute au total en Serie A 181 matchs et inscrit un but.
Il raccroche les crampons en 1956.

### En équipe nationale
International danois, il reçoit 25 sélections pour 2 buts marqués en équipe du Danemark entre 1945 et 1949,.
Son premier match en sélection a lieu le 9 septembre 1945 contre la Norvège (victoire 5-1 à Aker) en match amical.
Il fait partie du groupe danois médaillé de bronze aux Jeux olympiques de 1948, il dispute les quatre matchs du Danemark durant le tournoi.
Son dernier match en sélection a lieu le 23 octobre 1949 contre la Suède (victoire 3-2 à Copenhague) dans le cadre du Championnat nordique.

## Palmarès
| Akademisk Boldklub Copenhague - Championnat du Danemark (2) : - Champion : 1944-45 et 1946-47. |  | Danemark - Jeux olympiques : - Bronze : 1948. |